# ديفيد جي. كامبل
ديفيد جي. كامبل (بالإنجليزية: David G. Campbell)‏ هو محامي وقاضي وقسيس أمريكي، ولد في 6 ديسمبر 1952 في سولت ليك في الولايات المتحدة.